# Ratko Periš
Ratko Periš (30 marzo 1976) è un allenatore di pallavolo ed ex pallavolista croato.
Giocò nel ruolo di schiacciatore. Allena il Club Alès en Cévennes Volley-Ball.

## Carriera
Dopo una stagione nel massimo campionato tedesco Ratko Peris si trasferisce in Francia, dove trascorre quattro anni al Rennes Volley 35 nel Pro B e ottiene la promozione nel 2001-02. Passa poi al Gazélec Football Club Olympique Ajaccio, esordendo nel Pro A e ricevendo le prime convocazioni nella nazionale della Croazia.
Successivamente torna nella seconda divisione nazionale, al Narbonne Volley, dove raggiunge la finale dei play-off promozione prima di essere tesserato per due anni dal Martigues Volley-Ball. Dopo una breve parentesi in Croazia all'Odbojkaski Klub Karlovac chiude la sua carriera agonistica nel Cambrai Volley Élan du Cambrésis, diventandone l'allenatore; dal 2014-15 è alla guida del Club Alès en Cévennes Volley-Ball.